# Solana (plataforma de blockchain)
Solana és una plataforma cadena de blocs que utilitza un mecanisme de prova de participació per proporcionar funcionalitat de contracte intel·ligent. La seva criptomoneda nativa és SOL.
Solana va ser llançada el 2020 per Solana Labs, que va ser fundada per Anatoly Yakovenko i Raj Gokal el 2018. La cadena de blocs ha experimentat diverses interrupcions importants, els moneders Solana han estat objecte d'un pirateig informàtic i es va presentar una demanda col·lectiva al·legant que Solana ven valors no registrats i va enganyar els inversors sobre el nombre de tokens. La SEC també ha presentat una demanda contra una borsa de criptomonedes al·legant que Solana hauria de ser regulada com a valor mobiliari. El valor dels tokens de Solana ha fluctuat molt.

## Característiques
Segons el document informatiu de l'empresa, Solana funciona amb un model de prova de participació. El New York Times i el Financial Times van descriure la moneda com una alternativa a Ethereum.

## Història
Solana es va fer públic per primera vegada el març de 2020, i el seu primer bloc es va crear el 16 de març de 2020. La cadena de blocs Solana va ser dissenyada per donar suport a contractes intel·ligents i aplicacions descentralitzades en particular. Un gran nombre de transaccions simultànies han contribuït a diverses interrupcions de la cadena de blocs de Solana.
El juny de 2021, Solana Labs va vendre la seva criptomoneda nativa, SOL, per valor de 314 milions de dòlars a un grup de fons liderat per Andreessen Horowitz i Polychain Capital.
L'1 de juliol de 2022 es va presentar una demanda col·lectiva contra Solana Labs. La demanda acusava Solana de vendre tokens de valors no registrats en forma de Solana a partir del 24 de març de 2020 i que Solana havia enganyat deliberadament els inversors sobre l'oferta total en circulació de tokens SOL. Segons la demanda, Anatoly Yakovenko, el fundador de Solana Labs, va prestar més d'11,3 milions de tokens a un creador de mercat l'abril de 2020 i no va revelar aquesta informació al públic. La demanda afirmava que Solana havia declarat que reduiria el subministrament en aquesta quantitat, però només va cremar 3,3 milions de fitxes.
El 3 d'agost de 2022, 9.231 moneders Solana van ser piratejats i quatre adreces de moneders Solana van robar aproximadament 8 milions de dòlars a les víctimes. La Fundació Solana va dir que el pirateig informàtic va ser causat per un programari de moneder digital de Slope Finance.
L'abril de 2023, Solana Mobile, una filial de Solana Labs, va començar a vendre el Solana Saga, un telèfon intel·ligent Android amb diverses aplicacions descentralitzades establertes en Solana i preinstal·lades.
El juny de 2023, la SEC va demandar Coinbase, al·legant que Solana i dotze monedes més ofertes per la plataforma no van superar la prova de Howey i es van definir com a valors. La demanda acusava Coinbase d'evadir il·legalment els requisits de divulgació oferint aquests tokens. La SEC havia emès prèviament un avís de Wells a Coinbase al març. La Fundació Solana ha negat que el token sigui un valor mobiliari.
El setembre de 2023, Visa va anunciar que, juntament amb els processadors de pagaments Worldpay, Inc. i Nuvei, havia afegit compatibilitat amb la cadena de blocs Solana per enviar pagaments als comerciants mitjançant la stablecoin USD Coin (USDC), en lloc de moneda fiduciària mitjançant transferència bancària.

### Valor de mercat
El valor dels tokens de Solana ha fluctuat molt. La capitalització de mercat de la cadena de blocs Solana va superar els 63.000 milions de dòlars el setembre de 2021, i va arribar als 74.000 milions de dòlars a principis de novembre de 2021, havent augmentat gairebé un 12.000% aquell any fins a un preu de 259,96 dòlars. La popularitat de la cadena de blocs en aquell moment es devia en part a l'interès pels NFT.
El novembre de 2022, el preu de Solana va caure un 40 % en un dia després de la fallida de FTX, a causa de la venda d'⁣Alameda Research. Solana era la segona possessió més gran d'Alameda en aquell moment i FTX tenia 982 milions de dòlars en tokens de Solana. A finals del 2022, Solana havia perdut més de 50.000 milions de dòlars en valor des de principis d'any. Des de principis del 2023 fins al 15 de març, coincidint amb un augment del mercat de criptomonedes, el valor de Solana havia augmentat un 100% fins a una capitalització de mercat d'uns 7.000 milions de dòlars. L'11 de juny de 2023, Solana va caure gairebé un 30% en un dia després que la SEC anunciés que presentaria als tribunals el cas que Solana és un valor financer, cosa que va provocar que les grans borses liquidessin les seves participacions, inclosa Robinhood, que va retirar de la llista SOL i altres tokens nomenats per la SEC en la seva demanda. El novembre de 2024, Robinhood Crypto va tornar a cotitzar Solana (SOL) per a clients nord-americans, juntament amb diverses altres criptomonedes.
El gener de 2025, Solana va assolir un nou màxim històric, impulsat per l'augment de l'activitat comercial després del llançament de la memecoin $TRUMP del president dels Estats Units, Donald Trump, a la cadena de blocs de Solana.

## Interrupcions
La cadena de blocs Solana ha experimentat diverses interrupcions notables del servei.
El 14 de setembre de 2021, la cadena de blocs de Solana va quedar fora de línia després que un augment de transaccions provoqués una bifurcació de la xarxa, i diferents validadors tenien visions diferents de l'estat de la xarxa. La xarxa va tornar a estar en funcionament l'endemà, el 15 de setembre de 2021. La interrupció va durar un total d'unes 17 hores.
La cadena de blocs de Solana va tornar a desconnectar-se l'1 de maig, i la interrupció va durar aproximadament set hores a causa de la desconnexió causada per bots. La cadena de blocs va tornar a desconnectar-se el 31 de maig de 2022 a causa d'un error en la manera com la cadena de blocs processa les transaccions fora de línia. Aquesta interrupció va durar unes quatre hores i mitja.
L'1 d'octubre de 2022, la xarxa Solana va quedar inactiva durant 6 hores a causa d'un error de consens al client validador que permetia a un node mal configurat publicar diversos blocs vàlids però diferents.
Les interrupcions de Solana han provocat sovint una caiguda del valor del token SOL natiu de la xarxa.